# Епархия Масса-Каррара-Понтремоли
Епархия Масса-Каррара-Понтремоли (лат. Dioecesis Massensis-Apuana, итал. Massa Carrara-Pontremoli) — епархия Римско-католической церкви, в составе митрополии Пизы, входящей в церковную область Тоскана. В настоящее время епархией управляет епископ Джованни Сантуччи. Почетный епископ — Эудженио Бенини.
Клир епархии включает 172 священников (138 епархиальных и 34 монашествующих священников), 18 диаконов, 40 монахов, 231 монахиню.
Адрес епархии: Via Francesco M. Zoppi 14, 54100 Massa, Italia. Телефон: 0585 89 90. Факс: 0585 81 02 87.

## Территория
В юрисдикцию епархии входят 244 прихода в коммунах Тосканы: все в провинции Масса-Каррара.
Кафедра епископа находится в городе Масса в базилике Святых Петра и Франциска; в городе Понтремоли находится сокафедральный собор Собор Санта Мария дель Пополо. Другой сокафедральный собор находится в городе Каррара в аббатстве Сант'Андреа.

## История
Кафедра в Понтремоли была основана 4 июля 1797 года буллой In suprema beati Petri cathedra Папы Пия VI на части территории епархии Луни-Сарцана и Бруньято. Первоначально епархия была епископством-суффраганством архиепархии Пизы.
Кафедра в Масса-Каррара была основана 18 февраля 1822 года буллой Singularis Romanorum Pontificum Папы Пия VII на большей части территории епархии Луни-Сарцана. Первоначально епархия также была епископством-суффраганством архиепархии Пизы.
В 1854 году территория епархии Масса была расширена за счет включения семи приходов, которые принадлежали ранее епархии Луни-Сарцана, и двух приходорв, которые принадлежали ранее епархии Бруньято.
В 1855 году территория епархии Понтремоли была расширена за счет включения трех приходов, которые ранее принадлежали епархии Луни-Сарцана, и двух, которые ранее принадлежали епархии Бруньято.
22 августа 1855 года епархия Масса вошла в состав церковной провинции епархии Модены.
23 апреля 1926 года епархия Масса вернулся в состав митрополии Пизы. 20 июля 1939 года епархии было присвоено имя епархии Апуания, которое сохранялось до 30 сентября 1986 года, когда ей вернули прежнее название. В том же году епархии Масса уступила деканат Гарфаньяна архиепархии Лукки.
23 февраля 1988 года епархии Апуания и Понтремоли были объединены в единую епархию, получив своё нынешнее название.

## Ординарии епархии

### Кафедра Масса-Каррара
- Франческо Мария Дзоппи (18.2.1822 — 13.4.1833);
- Франческо Страни (23.6.1834 — 16.12.1855);
- Джакомо Бернарди (16.6.1856 — 23.12.1871);
- Джованни Баттиста Алеззио Томмази (6.5.1872 — 1887);
- Амилькаре Тониетти (25.11.1887 — 12.6.1893) — назначен епископом Монтальчино;
- Эмилио Мария Миниати (18.5.1894 — 29.4.1909);
- Джованни Баттиста Маренко (29.4.1909 — 7.1.1917) — назначен титулярным архиепископом Эдессы в Осроене;
- Джузеппе Бертаццони (30.6.1917 — 2.7.1933);
- Кристофоро Ардуино Терци (11.5.1934 — 10.7.1945);
- Карло Боярди (30.10.1945 — 24.2.1970);
- Альдло Форцони (23.4.1970 — 23.2.1988).

### Кафедра Понтремоли
- Джироламо Павези (24.7.1797 — 25.7.1820);
- Адеодато Вентурини (13.8.1821 — 1.9.1837) — бенедиктинец;
- Микельанджело Орланди (13.12.1839 — 9.11.1874);
- Серафино Милани (21.12.1874 — 11.2.1889);
- Давид Камилле (11.2.1889 —16.1.1893) — назначен епископом Фьезоле;
- Альфонсо Мария Мистранджело (16.1.1893 — 19.6.1899) — сколопиец, назначен архиепископом Флоренции;
- Анджело Антонио Фьорини (5.9.1899 — 1929) — капуцин;
- Джованни Зисмондо (6.2.1930 — 30.9.1954) — назначен титулярным епископом Цезарии в Вифинии;
- Джузеппе Феноккьо (11.12.1954 — 10.6.1983);
- Бруно Томмази (10.6.1983 — 23.2.1988) — назначен епископом Масса-Каррара-Понтремоли;

### Кафедра Масса-Каррара-Понтремоли
- Бруно Томмази (23.2.1988 — 20.3.1991) — назначен архиепископом Лукки;
- Эудженио Бенини (20.7.1991 — 19.5.2010);
- Джованни Сантуччи[итал.] (с 19 мая 2010 года — по настоящее время).

## Статистика
На конец 2004 года из 199 000 человек, проживающих на территории епархии, католиками являлись 197 000 человек, что соответствует 99,0 % от общего числа населения епархии.
| год  | население | население | население | священники | священники        | священники         | священники                           | постоянные диаконы | монахи  | монахи  | приходы |
| год  | католики  | всего     | %         | всего      | белое духовенство | черное духовенство | число католиков на одного священника | постоянные диаконы | мужчины | женщины | приходы |
| ---- | --------- | --------- | --------- | ---------- | ----------------- | ------------------ | ------------------------------------ | ------------------ | ------- | ------- | ------- |
| 1949 | 198 000   | 200 000   | 99,0      | 269        | 234               | 35                 | 736                                  |                    | ?       | ?       | 216     |
| 1959 | 196 070   | 196 500   | 99,8      | 251        | 215               | 36                 | 781                                  |                    | 49      | 387     | 212     |
| 1970 | 203 290   | 203 454   | 99,9      | 229        | 192               | 37                 | 887                                  |                    | 46      | 354     | 218     |
| 1980 | 204 495   | 205 505   | 99,5      | 214        | 178               | 36                 | 955                                  |                    | 46      | 303     | 222     |
| 1990 | 237 073   | 238 560   | 99,4      | 272        | 232               | 40                 | 871                                  |                    | 62      | 339     | 352     |
| 1999 | 199 691   | 200 971   | 99,4      | 206        | 157               | 49                 | 969                                  | 14                 | 52      | 270     | 246     |
| 2000 | 198 000   | 199 354   | 99,3      | 180        | 147               | 33                 | 1.100                                | 14                 | 38      | 268     | 246     |
| 2001 | 197 775   | 199 375   | 99,2      | 182        | 154               | 28                 | 1.086                                | 18                 | 38      | 252     | 246     |
| 2002 | 200 710   | 201 800   | 99,5      | 187        | 160               | 27                 | 1.073                                | 18                 | 36      | 286     | 246     |
| 2003 | 198 000   | 200 000   | 99,0      | 174        | 143               | 31                 | 1.137                                | 18                 | 35      | 234     | 246     |
| 2004 | 197 000   | 199 000   | 99,0      | 172        | 138               | 34                 | 1.145                                | 18                 | 40      | 231     | 244     |